# 28 tháng 6
Ngày 28 tháng 6 là ngày thứ 179 (180 trong năm nhuận) trong lịch Gregory. Còn 186 ngày trong năm.

## Sự kiện
- 1098 – Quân đội châu Âu tham gia Cuộc thập tự chinh thứ nhất đánh bại Kerbogha tại Mosul.
- 1389 – Đế quốc Ottoman đánh bại quân Serbia trong trận Kosovo, mở đường cho đế quốc này chiếm toàn bộ Đông Nam Châu Âu.
- 1461 – Edward, Hầu tước xứ March đăng quang ngôi vương Anh với tên hiệu là Edward IV.
- 1519 – Charles V trở thành hoàng đế của Đế quốc La Mã Thần thánh.
- 1635 – Guadeloupe trở thành thuộc địa của Pháp.
- 1651 – Trận Beresteczko giữa Ba Lan và Ukraine.
- 1778 – Chiến tranh Cách mạng Mỹ: Trận Monmouth giữa Lực lượng cách mạng Mỹ dưới quyền George Washington và quân đội Anh của Sir Henry Clinton.
- 1838 – Lễ đăng quang của Nữ hoàng Victoria.
- 1865 – Binh đoàn Potomac giải tán sau Nội chiến Hoa Kỳ
- 1914 – Đại Công tước Đế quốc Áo–Hung Franz Ferdinand bị ám sát tại Sarajevo, nguyên nhân trực tiếp của Chiến tranh thế giới thứ nhất
- 1919 – Hòa ước Versailles được ký kết trong Cung điện Versailles ở Paris để chính thức chấm dứt Chiến tranh thế giới thứ nhất
- 1940 – Liên Xô lấy lại vùng Bessarabia (ngày nay là Moldova) từ tay România.
- 1942 – Quân đội Đức Quốc xã bắt đầu tấn công Quân đội Liên Xô trên hướng Voronezh, mở màn Chiến dịch Blau diễn ra tại phía nam Liên Xô.
- 1950 – Seoul bị chiếm bởi quân đội Bắc Triều Tiên trong Chiến tranh Triều Tiên.
- 1967 – Israel sáp nhập vào lãnh thổ vùng Đông Jerusalem.
- 1991 – Hội đồng tương trợ kinh tế (SEV) ngừng hoạt động.
- 1994 – Các thành viên của giáo phái Aum Shinrikyo đã khủng bố bằng khí độc trong đường tàu điện ngầm tại Matsumoto, Nhật Bản, làm 7 người chết và 660 người bị thương.[1]
- 2006 – Cộng hòa Montenegro trở thành thành viên thứ 192 của Liên Hợp Quốc.

## Sinh
- 1476 – Giáo hoàng Paul IV
- 1491 – Henry VIII của Anh
- 1731 – Cố Luân Hòa Kính Công chúa, con gái của Càn Long và Hiếu Hiền Thuần Hoàng hậu
- 1929 – Võ Dinh, Chuẩn tướng Quân lực Việt Nam Cộng hòa (m. 2017)
- 1947 – Nguyễn Ngọc Ký, nhà giáo khuyết tật Việt Nam. (m. 2022)
- 1955 – Eric Gates, cầu thủ bóng đá Anh
- 1970 – Ngọc Huyền, nghệ sĩ cải lương Việt Nam
- 1971 – Fabien Barthez, thủ môn người Pháp
- 1972 – Ngô Bảo Châu, giáo sư Toán có hai quốc tịch Việt Nam và Pháp
- 1978 – Ha Ji Won, nữ diễn viên Hàn Quốc
- 1990 – 
  - Trần Học Đông, nam diễn viên Trung Quốc
  - Võ Hạ Trâm, nữ ca sĩ người Việt Nam
- 1991:
  - Seohyun, ca sĩ ban nhạc Girls' Generation,Hàn Quốc
  - Kevin De Bruyne, cầu thủ bóng đá Bỉ

## Mất
- 548 – Theodora I, Hoàng hậu Đông La Mã
- 1807 – Hồ Thị Hoa, thụy hiệu Tá Thiên Nhân Hoàng hậu, chánh thất của vua Minh Mạng, mẹ của vua Thiệu Trị (s. 1791)
- 1847 – Nguyễn Phúc Tường Hòa, phong hiệu Nghĩa Hà Công chúa, công chúa con vua Minh Mạng (s. 1827)
- 1988 – Nguyễn Hữu Chí, tướng lĩnh Việt Nam Cộng hòa (s. 1931)
- 1992 - Mikhail Tal, Đại kiện tướng Cờ vua người Liên Xô - Latvia (s. 1936)
- 2001 – Joan Sims, nữ diễn viên Anh (s. 1930)
- 2007 - Miyazawa Kiichi, cựu Thủ tướng Nhật Bản (s. 1919)

## Ngày lễ và kỷ niệm
- Ngày gia đình Việt Nam